# Jens Sander
Jens Sander ist ein ehemaliger deutscher American-Football-Spieler.

## Laufbahn
Sander wechselte 1997 von den Berlin Adlern zu den Braunschweig Lions. Er stand bis 2001 im Aufgebot Braunschweigs. Er wurde mit den Niedersachsen 1997, 1998 und 1999 deutscher Meister sowie 1999 Eurobowl-Sieger. In den Spielzeiten 2000 und 2001 erreichte Sander mit Braunschweig die deutsche Vizemeister. Zur Saison 2002 wechselte er zu den Berlin Adlern.
Mit der deutschen Nationalmannschaft wurde der in der Offensive Line eingesetzte Sander im Jahr 2000 Zweiter der Europameisterschaft, im Jahr darauf gewann er mit der Auswahlmannschaft den Titel des Europameisters.
Als Mitglied des Trainerstabs brachte sich Sander unter anderem bei den Berlin Kobras Ladies sowie bei den Berlin Rebels ein.